# Debra Paget
Debralee Griffin (Denver, Colorado, 19 de agosto de 1933), conocida como Debra Paget, es una actriz estadounidense.

## Biografía y carrera
Su madre era modelo de pasarela y actriz. En 1948, con quince años, comenzó su carrera, actuando en Una vida marcada, de Robert Siodmak; luego trabajaría en Odio entre hermanos y en Se celebra todas las primaveras como actriz secundaria.

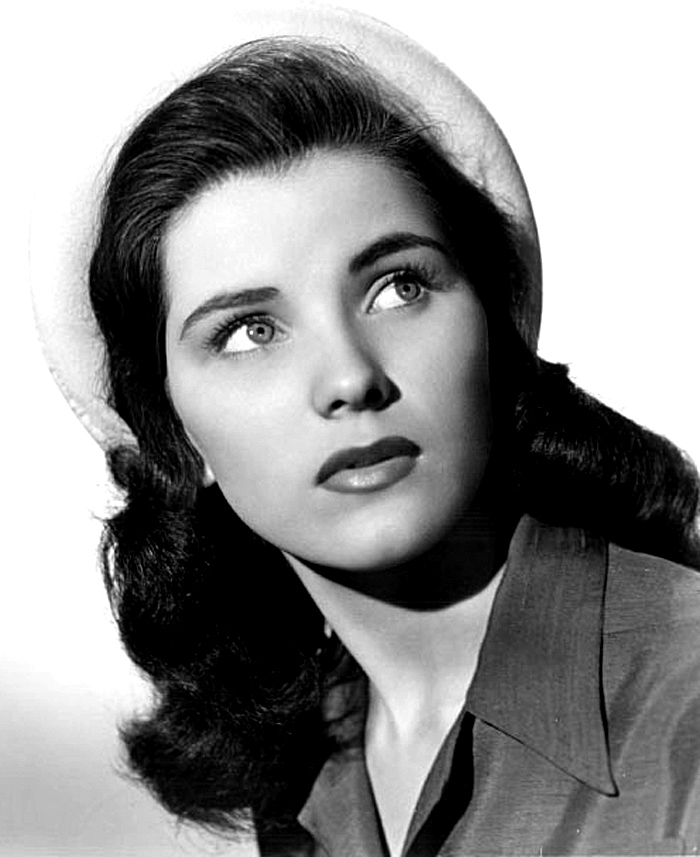
Paget en Catorce horas (1951).

En la década de los 50, la carrera de Paget despega como la musa del director Delmer Daves con participaciones para la 20th Century Fox en filmes de corte épico, tales como Flecha rota (1950), La mujer pirata (Anne of the Indies, 1951), Ave del paraíso (Bird of Paradise, 1951) y Demetrio y los gladiadores (Demetrius and the Gladiators, 1954) junto a Victor Mature.
Quedó encasillada en papeles de mujer exótica, delicada, debido a su gran belleza muy particular y su carácter histriónico. Dentro de sus películas más conocidas está Los diez mandamientos, de Cecil B. De Mille, en la que interpreta el personaje de Lilia, la amada de Josué.
En 1956, actuó junto a Elvis Presley en la película Love Me Tender. Paget desarrolló una sólida amistad con Presley que duraría hasta la muerte de él.
Siguieron otras producciones, en las que siempre se encargaría de papeles de mujer exótica: Omar Jayam (Omar Khayyam o The Life, Loves and Adventures of Omar Khayyam o The Loves of Omar Khayyam, película de 1957 sobre el personaje histórico persa), El tigre de Esnapur (Der Tiger von Eschnapur, 1958) y La tumba india (Das indische Grabmal, 1959) el díptico de Fritz Lang. 
En los inicios de la década del 60, la carrera de Paget empezó a declinar apareciendo esporádicamente en filmes de terror de serie B, como Tales of Terror (Historias de terror, 1962) y su última película, The Haunted Palace (1963).

## Vida personal
Debra Paget se casó tres veces; los dos primeros matrimonios fueron fugaces, el primero con el actor David Street (1958) y el segundo con el director Budd Boetticher (1960-1961). Su tercer matrimonio fue con un magnate petrolero chino-americano, Louis C. Kung en 1962 y se retiró del cine definitivamente. Tuvieron un hijo llamado Greg Kung, y se divorció de Kung en 1980.
Debra Paget se convirtió al cristianismo evangélico en los años 1990 y dirigió un programa radiofónico evangelizante en la Trinity Broadcasting Network (TNB).
Vive en la actualidad retirada junto a sus hermanas en Houston, Texas.

## Filmografía
- The Haunted Palace (El palacio de los espíritus, 1963)
- Tales of Terror (Cuentos de terror, 1962)
- Most Dangerous Man Alive, 1961
- El sepulcro de los reyes, 1960
- La tumba india (Das indische Grabmal, 1959)
- El tigre de Esnapur, 1959
- Al borde del río, de Allan Dwan, 1957
- Los diez mandamientos, 1956
- La última cacería, de Richard Brooks, 1956
- Love Me Tender, 1956
- Whitefeather (Flecha Blanca, 1955)
- Demetrio y los gladiadores, 1954
- El príncipe Valiente, 1954
- La princesa del Nilo, 1954
- El inspector de hierro, 1952
- Bellezas por casar, 1952
- La mujer pirata, 1951
- Catorce horas, 1951
- Flecha rota (Broken Arrow, 1950)
- House of Strangers (Odio entre hermanos, 1949)
- Cry of the City (Una vida marcada, 1948)